# Marco Arriagada
Marco Antonio Arriagada Quinchel (Curicó, 30 oktober 1975) is een Chileens wielrenner die ook als baanrenner actief is. Hij is de broer van wielrenner Marcelo Arriagada.

## Loopbaan
Arriagada nam deel aan de Olympische Zomerspelen 2004 op het onderdeel puntenkoers. Hij droeg de vlag voor zijn land bij de opening van de 2007 Pan American Games in Rio de Janeiro. Na een zeer succesvolle start van het seizoen 2011, waarin hij koersen won in Argentinië, Chili en de Dominicaanse Republiek, werd Arriagada betrapt op het gebruik van doping.

## Belangrijkste overwinningen

### Wegwielrennen
2001
- Chileens kampioen tijdrijden, Elite

2002
- 10e etappe Ronde van Chili

2003
- Chileens kampioen tijdrijden, Elite
- Eindklassement Ronde van Líder
- 7e etappe Ronde van Chili
- Eindklassement Ronde van Chili

2004
- 2e etappe deel B en 3e etappe Ronde van Líder
- 9e etappe Ronde van Chili
- Eindklassement Ronde van Chili

2005 
- 10e etappe Ronde van Líder
- 3e en 6e etappe Ronde van Chili
- Bergklassement Ronde van Chili

2006
- Chileens kampioen tijdrijden, Elite
- 3e etappe deel B en 9e etappe, Ronde van Líder
- 2e etappe Ronde van Chili

2007
- 2e etappe deel B Ronde van Líder

2010
- Chileens kampioen tijdrijden, Elite
- 1e en 3e etappe Ronde van Paraná
- Eindklassement Ronde van Paraná

2011
- Eindklassement Ronde van San Luis
- 5e etappe Vuelta a la Independencia Nacional

### Baanwielrennen
2001
- Pan-Amerikaans kampioenschap achtervolging, Elite

2003
- Achtervolging op de Pan-Amerikaanse Spelen

2004
- Puntenkoers Moskou

2005
- Pan-Amerikaans kampioen ploegenachtervolging, Elite (met Gonzalo Miranda, Luis Fernando Sepúlveda en Enzo Cesario)
- Pan-Amerikaans kampioenschap achtervolging, Elite
- Pan-Amerikaanse kampioenschap puntenkoers, Elite

Aguilar · Arriagada · Cardoso · Fiorilli · Moser · Nardin · Nazaret · Nicácio · Pinheiro · Ramos · Rodrigues · Sidoti · Simón · Soeiro
Arriagada · Atencio · Cobarrubia · González · Lucero · Melivilo · Mendoza · Miranda · Moyano · Pereyra · G. Tivani · D. Tivani